# I’ve Ive
I’ve Ive — первый студийный альбом южнокорейской гёрл-группы Ive. Он был выпущен компанией Starship Entertainment 10 апреля 2023 года. Альбом содержит 11 треков, включая предрелизный сингл «Kitsch» и лид-сингл «I Am».
Альбом дебютировал на первом месте в чарте альбомов Circle и разошелся тиражом более 1,3 миллиона копий за первую неделю после релиза, став четвёртым альбомом группы, занявшим первое место подряд.

## Название
Starship Entertainment объяснили, что название альбома «отсылает к имени группы и несет в себе смысл того, что [группа] представляет себя в альбоме «способом Ivy».

## Предпосылки и релиз
До анонса альбома группа исполнила неизданные песни «Blue Blood» и «Not Your Girl», на своем первом концерте the Prom Queens 11 и 12 февраля 2023 года. Позже Korea JoongAng Daily сообщили, что оба трека были с предстоящего студийного альбома группы, который выйдет в апреле. 16 марта Starship Entertainment объявили, что Ive выпустят свой первый студийный альбом под названием I’ve Ive 10 апреля. Также было объявлено, что альбом будет содержать 11 треков, включая ведущий сингл, написанный Ким Ёной и сочиненный Райаном С. Чжуном, при этом Со Чжи Ын, которая написала предыдущие ведущие синглы группы, также участвовала в написании песен для альбома.
20 марта был выпущен тизер музыкального клипа на песню «Kitsch», а также подтверждение того, что песня выйдет 27 марта, в преддверии выхода альбома. Расписание будет опубликован тремя днями позже. «Kitsch» и музыкальное видео к нему были выпущены, как и планировалось, 27 марта. 2 апреля был выпущен трек-лист, а «I Am» была объявлена ведущим синглом. 8 апреля был выпущен тизер музыкального клипа на песню «I Am». Альбом был выпущен вместе с музыкальным клипом 10 апреля.

## Коммерческий успех
I’ve Ive был выпущен с коммерческим успехом; он получил сертификат от Корейской ассоциации авторских прав на музыку и стал четвёртым альбомом группы номер один в чарте альбомов Circle после Eleven (2021), Love Dive (2022) и After Like (2022). За первую неделю после релиза было продано более 1,3 миллиона копий альбома.

## Список треков
| №                   | Название             | Текст песни                                 | Музыка | Аранжировка                                                             | Длительность |
| ------------------- | -------------------- | ------------------------------------------- | --- | ----------------------------------------------------------------------- | ------------ |
| 1.                  | «Blue Blood»         | Seo Ji-eum                                  | Nick Hahn Sophia Brenan Elle Campbell                                                                           | Nick Hahn                                                               | 2:47         |
| 2.                  | «I Am»               | Kim Eana                                    | Ryan S. Jhun Kristin Marie Skolem Audun Agnar Guldbrandsen Eline Noelia Myreng                                  | Ryan S. Jhun Audun Agnar Guldbrandsen Kristin Marie Skolem              | 3:03         |
| 3.                  | «Kitsch»             | Lee Seu-ran Hwang Hyun (MonoTree) Gaeul Rei | Ryan S. Jhun Lise Reppe Audun Agnar Guldbrandsen Kyle Joseph Faulkner Tea Carpeter Emily Harbakk Stally Pateko  | Ryan S. Jhun Audun Agnar Guldbrandsen Stally Pateko                     | 3:15         |
| 4.                  | «Lips»               | Exy Sohlhee                                 | Ryan S. Jhun Alexander Pavelich Lauren Keen Sean Davidson Andre Davidson Lars Rosness Benjamin Pinkus           | Ryan S. Jhun Lars Rosness Benjamin Pinkus                               | 3:01         |
| 5.                  | «Heroine»            | Yujin                                       | Ryan S. Jhun Hilda Stenmalm Rasmus Budny Shy Martin                                                             | Ryan S. Jhun Rasmus Budny                                               | 2:51         |
| 6.                  | «Mine»               | Wonyoung                                    | Ryan S. Jhun Lauritz Emil Christiansen Jeppe London Bilsby Celine Svanbäck                                      | Ryan S. Jhun Lauritz Emil Christiansen Jeppe London Bilsby              | 3:10         |
| 7.                  | «Hypnosis» (섬찟)    | Seo Jeong-a Gaeul Rei                       | Lauren Aquilina Sophia Brenan Fin Dow Smith Christopher Smith Corey Sanders Adriaan Caldas De Barros Elof Loelv | Starsmith Risc Elof Loelv                                               | 2:26         |
| 8.                  | «Not Your Girl»      | Hwang Hyun (MonoTree) Gaeul Rei             | Ryan S. Jhun Scott Russell Stoddart Torine Michelle Bjaland Anna Anita Jaskiv                                   | Ryan S. Jhun Scott Russell Stoddart                                     | 3:22         |
| 9.                  | «Next Page» (궁금해) | Hwang Hyun (MonoTree) Gaeul Rei             | Ryan S. Jhun Polar Megan Ashworth                                                                               | Ryan S. Jhun Polar                                                      | 3:19         |
| 10.                 | «Cherish»            | Lee Seu-ran                                 | Ryan S. Jhun Sofia Quinn Dewain Whitmore Louis Schoorl                                                          | Ryan S. Jhun Louis Schoorl                                              | 3:14         |
| 11.                 | «Shine with Me»      | Wonyoung                                    | Ryan S. Jhun Erike Gustaf Smaaland Kristoffer Chaka Bwanasi-Tømmerbakke Alida Garpestad Peck                    | Ryan S. Jhun Erike Gustaf Smaaland Kristoffer Chaka Bwanasi-Tømmerbakke | 3:44         |
| Общая длительность: | Общая длительность:  | Общая длительность:                         | Общая длительность:                                                                                             | Общая длительность:                                                     | 34:12        |

## Чарты
| Чарт (2023)                              | Позиция |
| ---------------------------------------- | ------- |
| Croatia International Albums (HDU)       | 39      |
| Япония (Oricon)                          | 5       |
| Japanese Combined Albums (Oricon)        | 2       |
| Japanese Hot Albums (Billboard Japan)    | 10      |
| South Korean Albums (Circle)             | 1       |
| Великобритания (UK Digital Albums Chart) | 97      |
| US Top Current Album Sales (Billboard)   | 57      |
| US World Albums (Billboard)              | 7       |

| Чарт (2023)                  | Позиция |
| ---------------------------- | ------- |
| Japanese Albums (Oricon)     | 5       |
| South Korean Albums (Circle) | 2       |

## Сертификация
| Регион                  | Сертификация | Продажи   |
| ----------------------- | ------------ | --------- |
| Республика Корея (KMCA) | Миллионный   | 1,563,904 |

## История релиза
| Регион           | Дата           | Формат                        | Лейбл                        |
| ---------------- | -------------- | ----------------------------- | ---------------------------- |
| Мир              | 10 апреля 2023 | Цифровая дистрибуция стриминг | Starship Kakao Entertainment |
| Республика Корея | 10 апреля 2023 | CD                            | Starship Kakao Entertainment |
| США              | 10 апреля 2023 | CD                            | Starship Columbia            |